# Klagstorp
Klagstorp is een plaats in de gemeente Trelleborg in de in Zweden gelegen provincie Skåne. De plaats heeft 341 inwoners (2005) en een oppervlakte van 38 hectare.